# هيرويوكي ساواد
هيرويُوكي ساوادَ (باليابانية: 澤田 博行) (29 يناير 1974 في غونما في اليابان – )؛ هو لاعب كرة قدم ياباني سابق كان يلعب كمدافع.

## وصلات خارجية
- هيرويوكي ساواد على موقع رابطة كرة القدم اليابانية للمحترفين (اليابانية)
- هيرويوكي ساواد على موقع عالم كرة القدم.نت (الإنجليزية)